# ال.کی. شرمن
ال. کی. شرمن (به انگلیسی: L.K. Sherman) مهندس آمریکائی بود که برای اولین بار در سال ۱۹۳۲ میلادی مفهوم هیدروگراف واحد را ارائه کرد.
برحسب تعریف او هیدروگراف واحد (UH) هیدروگرافی است که ارتفاع رواناب در آن به اندازه یک واحد طول باشد.